# Tomisaku Kawasaki
Pour les articles homonymes, voir Kawasaki.
Tomisaku Kawasaki (川崎 富作, Kawasaki Tomisaku), né le 7 février 1925 à Tokyo et mort le 5 juin 2020 dans la même ville, est un pédiatre japonais. 

## Biographie
Tomisaku Kawasaki a décrit, dès 1961, un premier cas de syndrome adéno-cutanéo-muqueux et en fit la première description en 1967. Ce syndrome porte désormais son nom, la maladie de Kawasaki est une vascularite fébrile infantile touchant les artères de moyen et petit calibre.

## Distinction
- Prix Asahi (1989).